# Église Saint-Pierre de Talcy
L'église de Talcy est une église située à Talcy, dans le département français de l'Yonne, en France.

## Historique
L'édifice est inscrit au titre des monuments historiques en 1926.